# Хотислав
Хотисла́в (біл. Хаціслаў) — агромістечко в Малоритському районі Берестейської області Республіки Білорусь. Орган місцевого самоврядування — Хотиславська сільська рада. Неподалік від села однойменна залізнична станція, на якій проходять прикордонний контроль всі пасажирські та вантажні потяги, суміжна українська станція — Заболоття (пункт контролю Заболоття).

## Географія
Розташоване за 12 км від Малорити, наявна залізнична станція та крейдяний кар'єр.

## Історія
У 1941—1944 роках німці спалили в Хотиславі 109 дворів і вбили 36 мешканців. Село належало до зони активності УПА.

## Населення
За переписом населення Білорусі 2009 року чисельність населення села становило 988 осіб.

## Релігія
У селі наявна Спасо-Преображенська церква, зведена 1799 року.

## Особистості

### Народилися
- Литвинчук Дем'ян Петрович («Козак», 1927—?), заступник командира кущової боївки Служби безпеки ОУН (1946—1947)[3].
- Олесик Ксенофонт Онисимович («Франко», 1927 — червень 1948), учасник українського націоналістичного підпілля, командир кущової боївки Служби безпеки ОУН[3][4].